# Castello di Anvaing
Il castello di Anvaign è un'antica rocca situata sul Rhosnes, affluente della Schelda, all'interno della giurisdizione della frazione del comune di Frasnes-lez-Anvaing, nella provincia di Hainaut, Vallonia, Belgio. 
Il castello è classificato come importante sito per il patrimonio culturale della Vallonia dal 1972.

## Storia

### Origini
Non si hanno molte informazioni circa i vari edifici che hanno preceduto la ricostruzione del castello nel 1561 ma la presenza di una fortezza nel luogo è attestata dal 1127, epoca della prima crociata.
Il castello è stato fortemente modificato nel 1800. In questo ristrutturamento dell'edificio è probabile che sia stata adottata la pianta rettangolare del vecchio sistema difensivo.
I primi occupanti riconosciuti del maniero sono stati i Roubaix, ai quali poi successe la famiglia Lannoy, antica casa al servizio dei sovrani francesi e dei Duchi di Borgogna.

### Capitolazione del 28 maggio 1940
Il castello di Anvaing è il luogo storico in cui venne firmata la capitolazione dell'esercito belga il 28 maggio 1940 alle truppe naziste; i plenipotenziari del Belgio arrivarono presso il castello alle ore 09:35. Alle 09:40 il generale Olivier Derousseaux, il comandante di Liagre ed il maggior generale Friedrich Paulus vennero ricevuti dal generale Walter von Reichenau. Lo scambio delle firme si svolse dopo soli venti minuti, alle ore 10:00, presso la sala da pranzo del castello. 
Un ufficiale tedesco sparò un colpo in aria per festeggiare; l'impatto del proiettile è ancora visibile nel soffitto della salone da pranzo del palazzo.

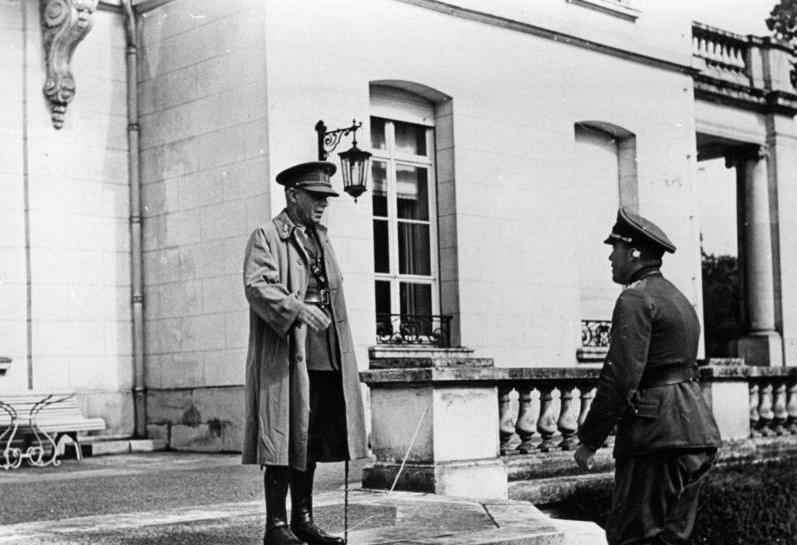
L'incontro per la negoziazione di resa.